# アズ・ザ・ワールド・ターンズ
『As The World Turns (ATWT)』（アズ・ザ・ワールド・ターンズ）はアメリカのCBSで50年以上放送されていたテレビドラマ（海外ドラマ）。1956年4月2日に開始。当初は30分枠であったが、1975年には60分枠に拡大された。
同局のガイディング・ライト終了に伴い、現存するドラマとして最長寿となったが、2010年9月17日放送分で終了。後番組にはトーク番組のThe Talkが放送開始。
放送エピソードは13,858話、獲得したエミー賞は計43を数える。収録はニューヨークで撮影されていた。

## エピソード
- 1963年11月22日放送分ではケネディ大統領暗殺事件のニュース速報が放送され、その後放送中止となった[3]。